# Crambus erostratus
Crambus erostratus là một loài bướm đêm trong họ Crambidae.